# Wilhelm Hey (Dichter)

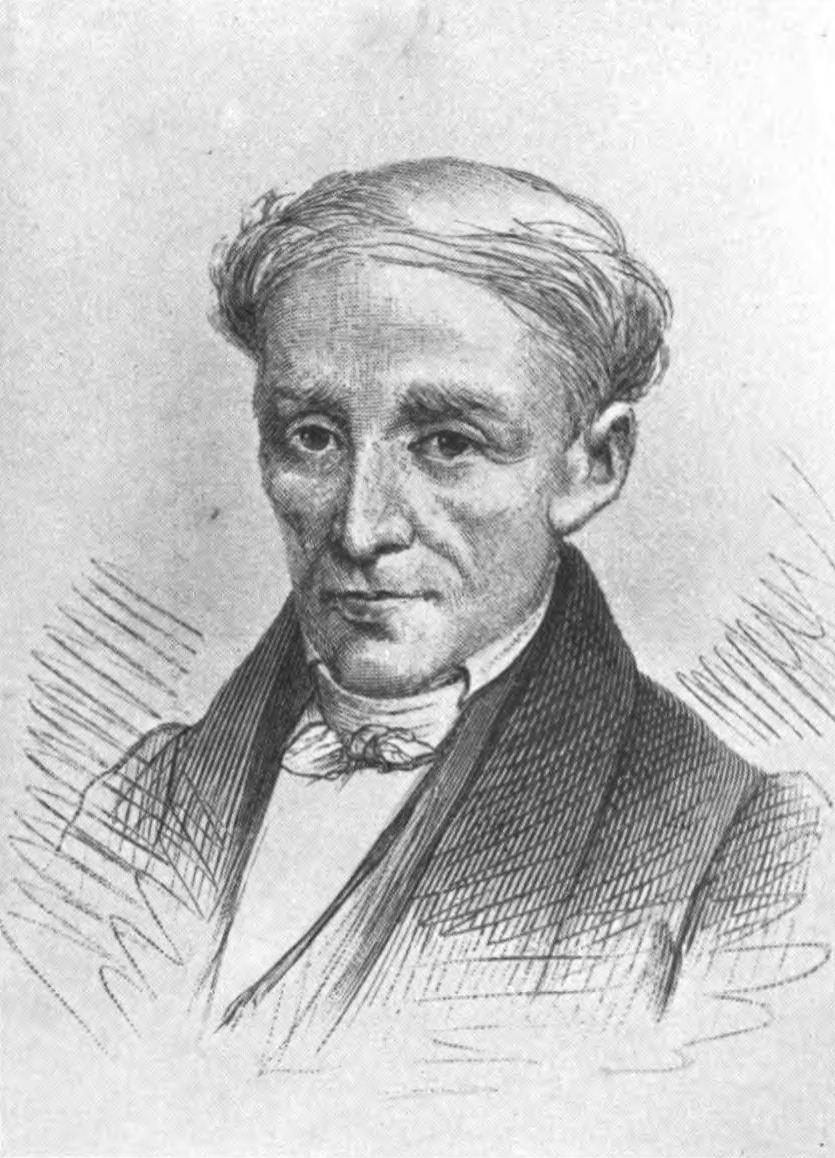
Wilhelm Hey

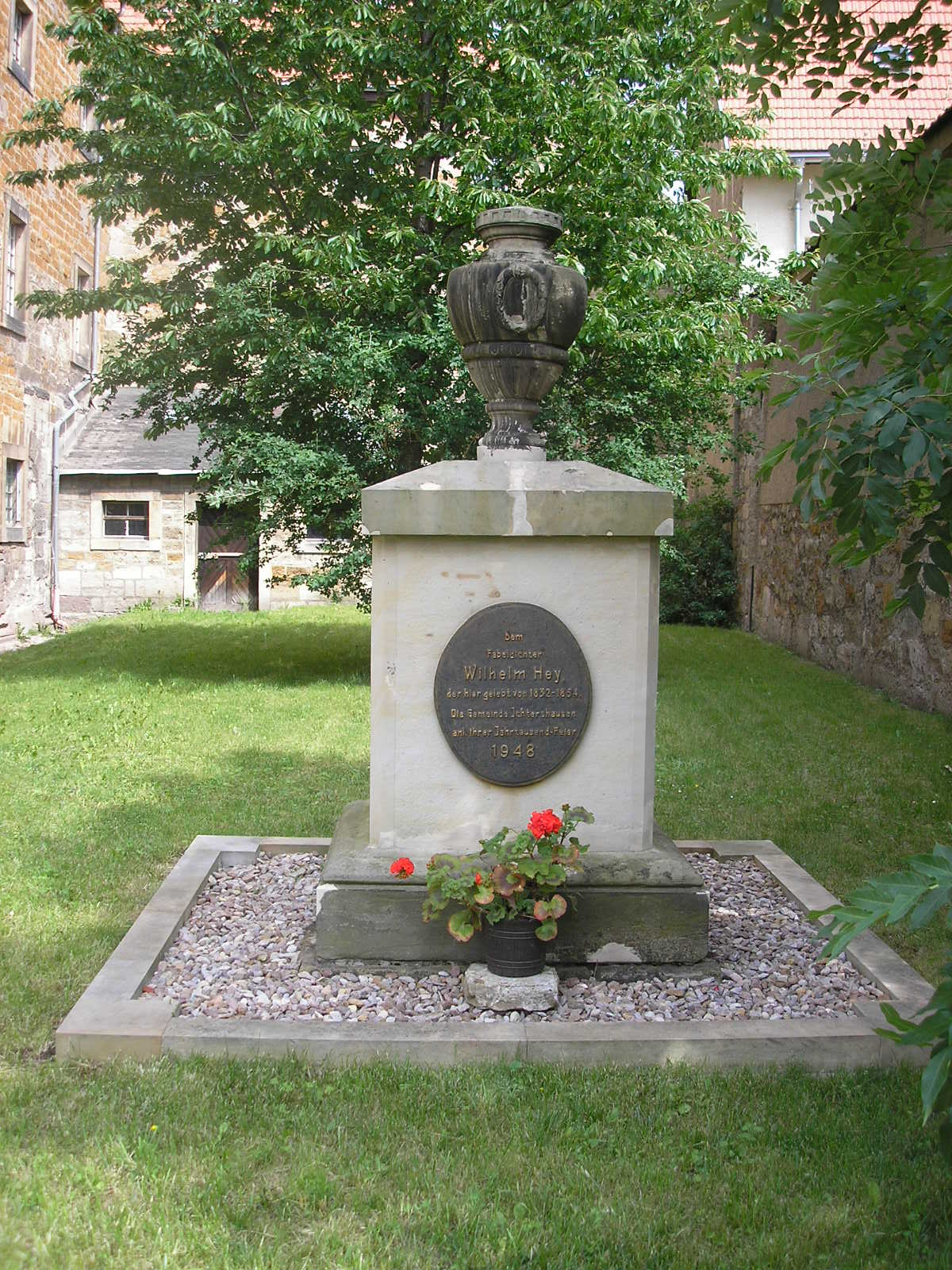
Wilhelm-Hey-Denkmal in Ichtershausen

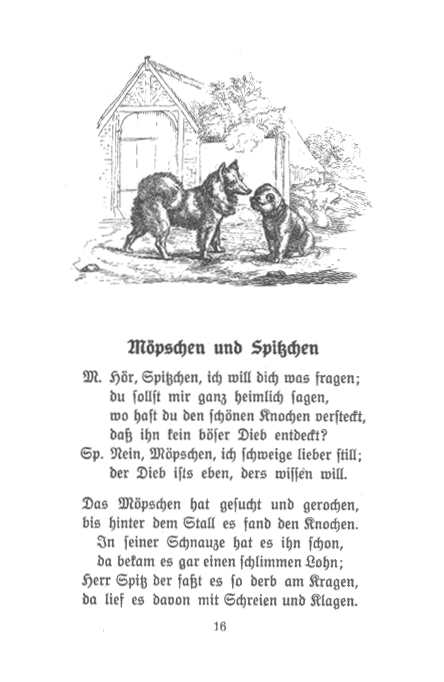
Fabel illustriert von Otto Speckter

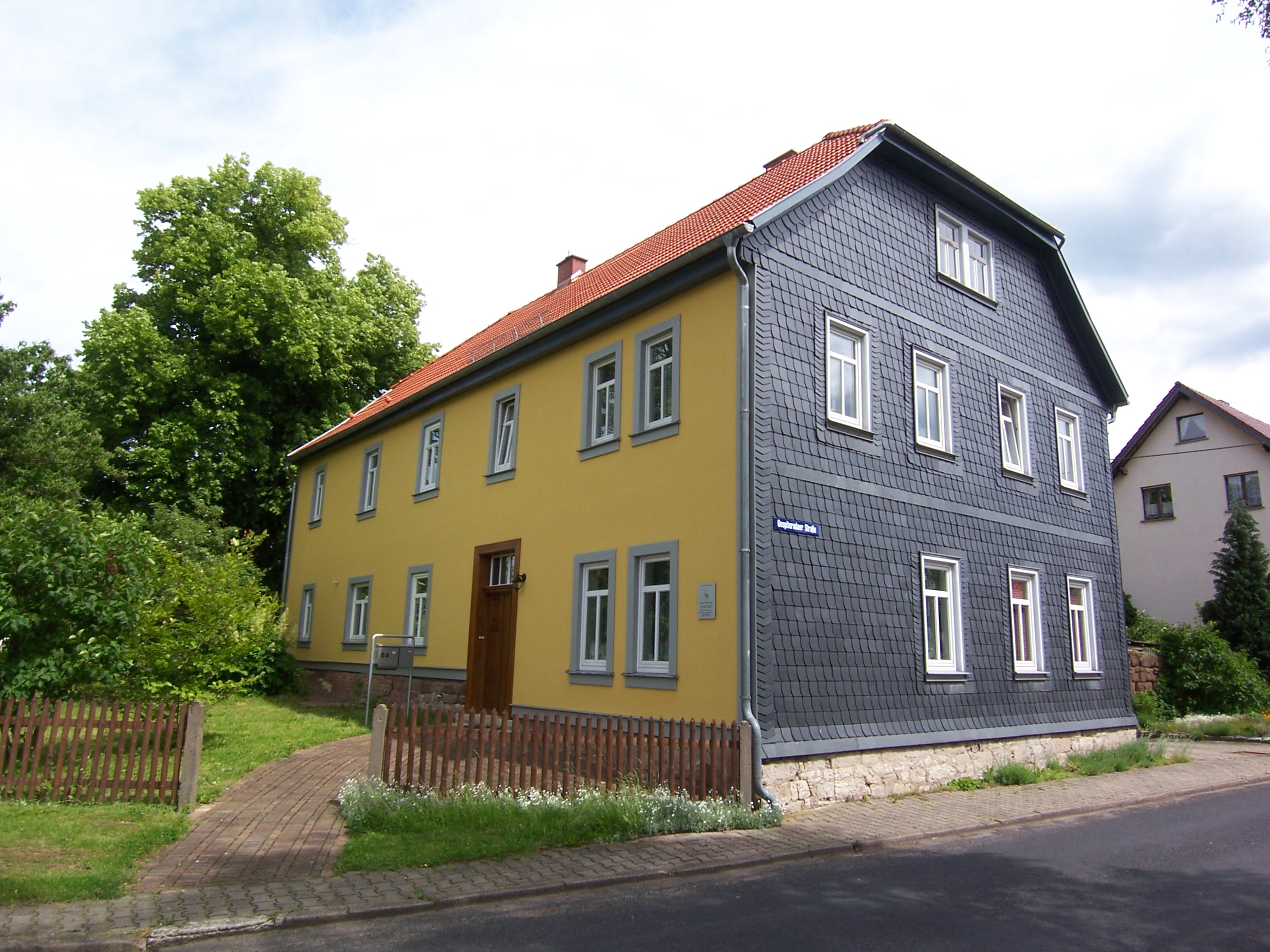
Geburtshaus in Leina

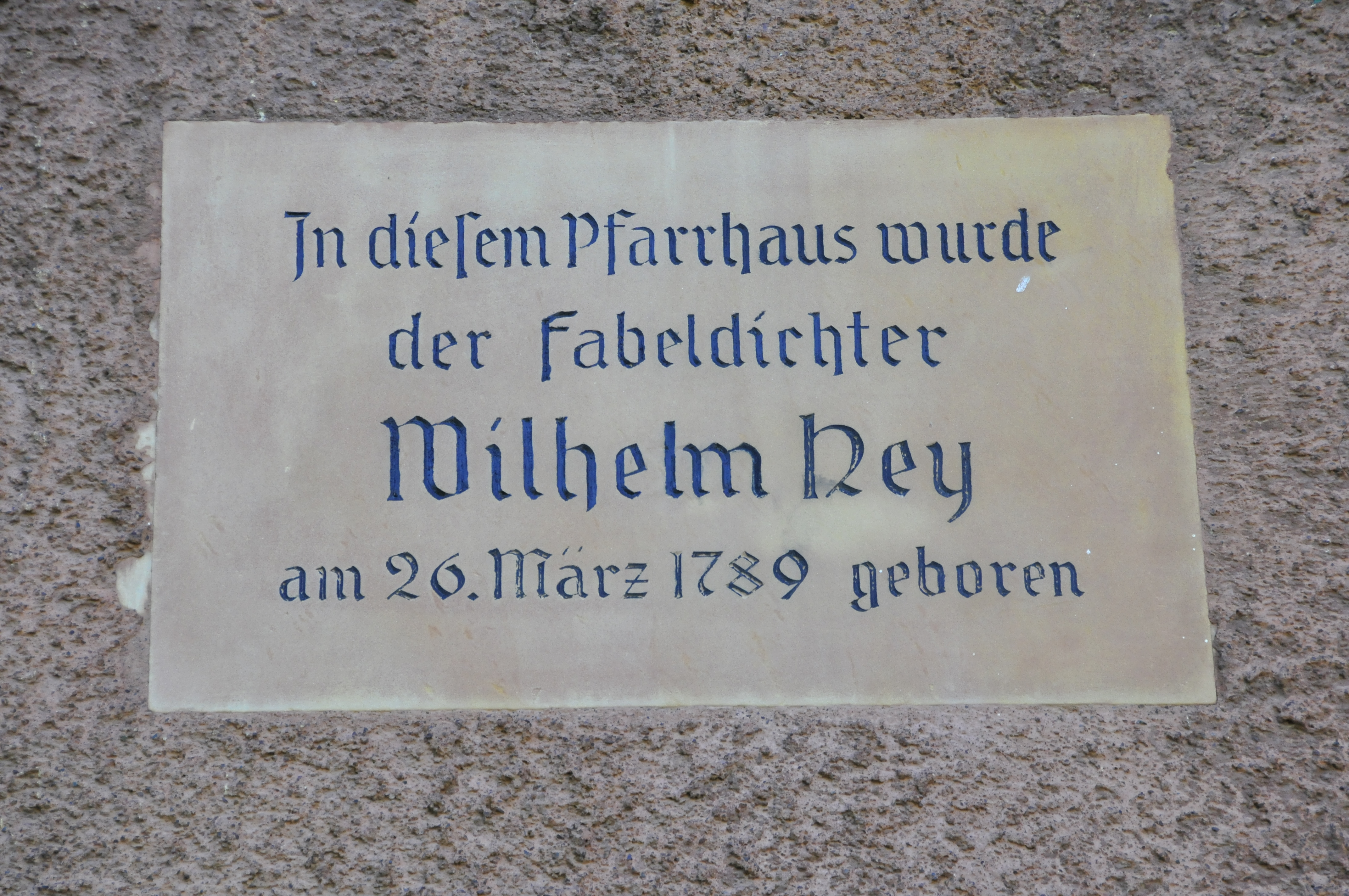
Gedenktafel am Geburtshaus

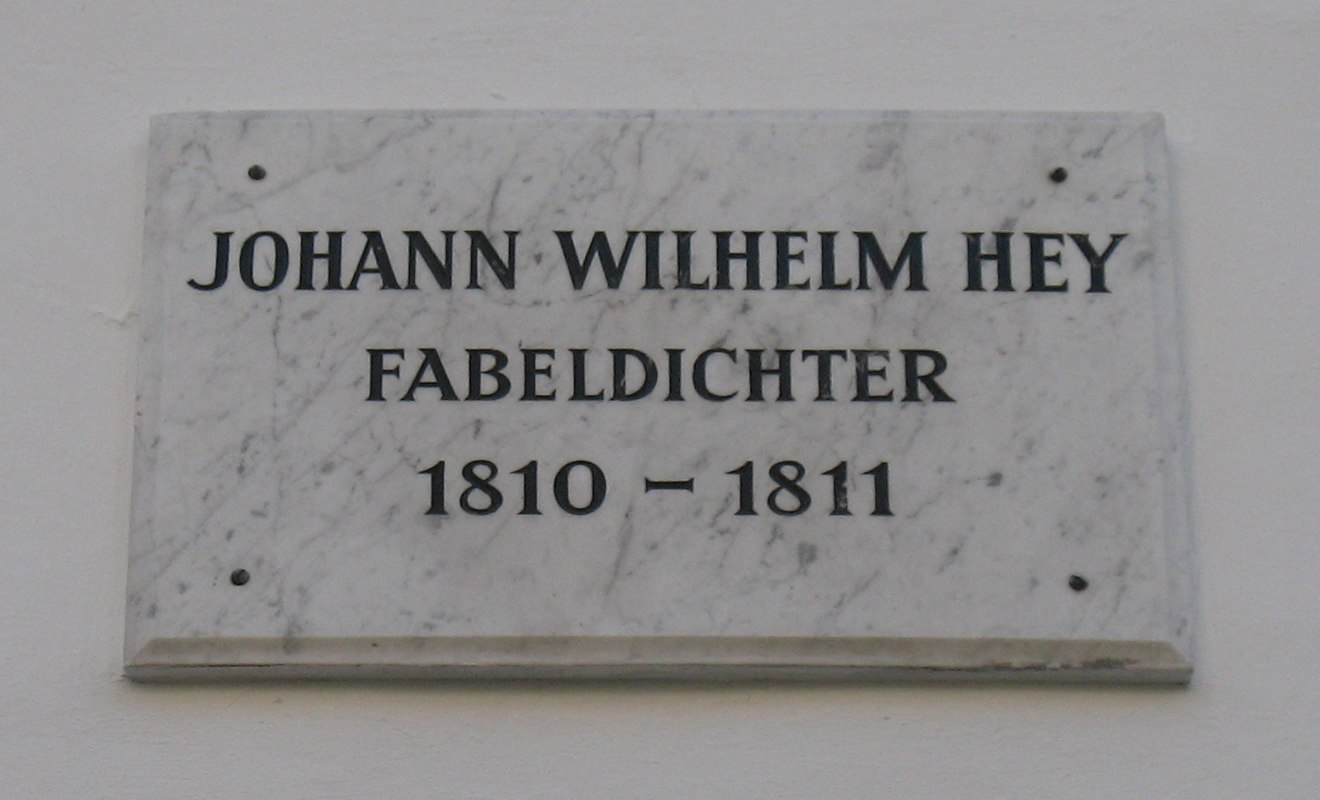
Göttinger Gedenktafel für Hey

Johann Wilhelm Hey (* 26. März 1789 in Leina; † 19. Mai 1854 in Ichtershausen) war ein deutscher Pfarrer, Lied- und Fabeldichter.

## Leben
Wilhelm Hey wurde als Pfarrerssohn im Pfarrhaus von Leina geboren und wuchs nach dem Tode seiner Eltern bei seinem Bruder Karl auf. Nach dem Besuch des Gymnasiums Illustre in Gotha von 1802 bis 1808 studierte er Theologie in Jena und Göttingen.
1811 bis 1814 war er als Hauslehrer in Appeltern bei Nimwegen in den Niederlanden tätig. Danach wirkte er als Lehrer in einem Gothaer Schulinternat, bevor er 1818 Pfarrer in Töttelstädt in der Nähe von Erfurt wurde.
Im Jahre 1827 erhielt Hey die Berufung zum Hofprediger in Gotha. Dort war er mit dem Verleger Friedrich Perthes befreundet. Er wurde dann 1832 als Pfarrer, Superintendent und Bezirksschulinspektor nach Ichtershausen bei Erfurt versetzt. Dort widersetzte er sich dem theologischen Rationalismus, wirkte für ein lebendiges Christentum und engagierte sich für sozial-caritative Maßnahmen, u. a. eine Hilfskasse für Handwerker, eine von ihm selbst betreute Fortbildungsschule für Handwerkerlehrlinge und ein „Kinderheim“, das arbeitenden Müttern die Sorge um ihre Kleinen abnahm. 1847 ehrte ihn die Theologische Fakultät der Universität Heidelberg mit der Ehrendoktorwürde, als „einen um ganz Deutschlands Jugend hochverdienten Mann“. Bis zu seinem Tode blieb Hey seiner Überzeugung und seinem Engagement für eine menschenzugewandte Theologie treu.
Hey schloss 1810 die Ehe mit Auguste Grosch –, sie starb 1827. 1832 heiratete er Luise von Axen. 1838 wurde der Sohn Wilhelm geboren.
Hey wohnte in Gotha im „Perthesschen Haus“ in der Gotthardstr. 4, wo eine Gedenktafel an sein Wirken erinnert.
In Töttelstädt erinnert eine Gedenktafel am ehemaligen Pfarrhaus, Ludwig-Böhner-Platz 4, an sein Leben und Wirken, außerdem trägt seit 1998 eine Straße seinen Namen.

## Wirken
Berühmt wurde Wilhelm Hey als Fabeldichter dank seiner im Jahre 1833 anonym erschienenen Fünfzig Fabeln für Kinder und der Fortsetzung Noch fünfzig Fabeln für Kinder (1837), jeweils mit Illustrationen von Otto Speckter. Da die Erstausgaben ohne Nennung Wilhelm Heys als Autor erschienen, wurde das Werk im 19. Jahrhundert zunächst als Otto Speckter’s Fabelbuch bekannt. In der Vorrede zu den Noch fünfzig Fabeln stellt der Verlag jedoch ausdrücklich klar: „Noch fordert der ausdrückliche Wunsch unsres Otto Speckter in Hamburg die Erklärung, daß nur die Bilder, nicht die Worte des Büchleins von ihm sind.“ Einzelne Fabeln: Wandersmann und Lerche, Der Rabe, Der Pudel. Seine Fabeln wurden in zahlreiche Sprachen übersetzt, so wurde Mary Howitts Übersetzung ins Englische als Otto Speckter’s Fable Book bekannt.
Der Dichter Wilhelm Hey trat ebenfalls als Übersetzer hervor. So übersetzte er 1830 aus dem Englischen The Course of Time von Robert Pollok (1798–1827).
Darüber hinaus veröffentlichte er unter anderem eine Auswahl von Predigten (1829), Erzählungen aus dem Leben Jesu für die Jungen (1838) und Das Kind von der Wiege bis zur Schule (1850).
Sein Lied Weißt du, wie viel Sternlein stehen ist zu einem der bis heute beliebtesten Kinder- und Gutenachtlieder geworden und steht im Evangelischen Gesangbuch (Nr. 511). Aus Heys Feder stammen auch die Texte der Weihnachtslieder Alle Jahre wieder und Die schönste Zeit, die liebste Zeit. Allgemein bekannt waren auch das Morgengebet Wie fröhlich bin ich aufgewacht und die Lieder Vöglein im hohen Baum und Wer hat die Blumen nur erdacht sowie das geistliche Volkslied Aus der Himmel ferne, wo die Englein sind.

## Freundeskreis
Im Jahre 2008 wurde im Geburtshaus von Hey in Leina ein Freundeskreis Wilhelm Hey gegründet. Seine Mitglieder kommen aus den „Hey-Gemeinden“, in denen er tätig war, aber auch aus dem übrigen Thüringen und Deutschland.

## Werke
- Gedichte. Berlin 1816.
- Predigten (Auswahl). I, 1829 (Digitalisat).
- Predigten (Auswahl). II, 1832.
- Fünfzig Fabeln für Kinder. In Bildern gezeichnet von Otto Speckter. Nebst einem ernsthaften Anhange. Perthes, Hamburg 1833 (digibib.tu-bs.de Digitalisat der Ausgabe Westermann, Braunschweig 1920 in der Digitalen Bibliothek der Technischen Universität Braunschweig)
- Noch fünfzig Fabeln für Kinder. In Bildern gezeichnet von Otto Speckter. Nebst einem ernsthaften Anhange. Perthes, Hamburg, 1837 (urn:nbn:de:hbz:061:1-117586, Digitalisat der Neuen Ausgabe Perthes, Gotha 1877 bei der Universitäts- und Landesbibliothek Düsseldorf).
- Erzählungen aus dem Leben Jesu für die Jugend. Hamburg, 1838 (Digitalisat)
- Bilder und Reime, Reime und Bilder für Kinder. (Zeichnungen von Ludwig Richter), Dresden, 1859.